# Virginie Pichet
Virginie Pichet (28 januari 1983) is een voormalig tennisspeelster uit Frankrijk. Pichet begon op zevenjarige leeftijd met tennis. Haar favoriete ondergrond is hardcourt. Zij speelt rechtshandig en heeft een tweehandige backhand. Zij was actief in het proftennis tot medio 2009.
In 2003 speelde Pichet met een wildcard op Roland Garros, waarmee zij debuteerde op een grandslamtoernooi.

## Posities op deWTA-ranglijst
Positie per einde seizoen:
| jaar | rang enkelspel | rang dubbelspel |
| ---- | -------------- | --------------- |
| 1999 | 1014           | 795             |
| 2000 | 580            | 706             |
| 2001 | 690            | 905             |
| 2002 | 258            | –               |
| 2003 | 189            | 398             |
| 2004 | 145            | 344             |
| 2005 | 236            | 571             |
| 2006 | 190            | 462             |
| 2007 | 185            | 292             |
| 2008 | 271            | 340             |
| 2009 | 811            | 277             |

## Resultaten grandslamtoernooien
| Legenda | Legenda                          |
| ------- | -------------------------------- |
| g.t.    | geen toernooi gehouden           |
| l.c.    | lagere categorie                 |
| –       | niet deelgenomen                 |
| G       | uitgeschakeld in de groepsfase   |
| 1R      | uitgeschakeld in de eerste ronde |
| 2R      | uitgeschakeld in de tweede ronde |
| 3R      | uitgeschakeld in de derde ronde  |
| 4R      | uitgeschakeld in de vierde ronde |
| KF      | uitgeschakeld in de kwartfinale  |
| HF      | uitgeschakeld in de halve finale |
| F       | de finale verloren               |
| W       | het toernooi gewonnen            |
| w-v     | winst/verlies-balans             |

### Enkelspel
| Toernooi        | 2003 | 2004 |    | 2006 |
| --------------- | ---- | ---- | -- | ---- |
| Australian Open | –    | –    | –  |      |
| Roland Garros   | 1R   | 1R   | 1R |      |
| Wimbledon       | –    | –    | –  |      |
| US Open         | –    | –    | –  |      |

### Vrouwendubbelspel
| Toernooi        | 2003 | 2004 | 2005 | 2006 | 2007 | 2008 |
| --------------- | ---- | ---- | ---- | ---- | ---- | ---- |
| Australian Open | –    | –    | –    | –    | –    | –    |
| Roland Garros   | 1R   | 1R   | 1R   | 1R   | 1R   | 1R   |
| Wimbledon       | –    | –    | –    | –    | –    | –    |
| US Open         | –    | –    | –    | –    | –    | –    |